# Potez 630
Le Potez 630 est un avion de chasse de l'avionneur français Potez, ayant principalement servi lors de la Seconde Guerre mondiale.
Le Potez 630 et les modèles dérivés était une famille d'appareils bimoteurs développés pour l'Armée de l'air à la fin des années 1930. Sa conception fut contemporaine à celle d'autres avions militaires de ce conflit tels que le Bristol Blenheim britannique ou le Messerschmitt Bf 110 allemand.

## Conception et développement

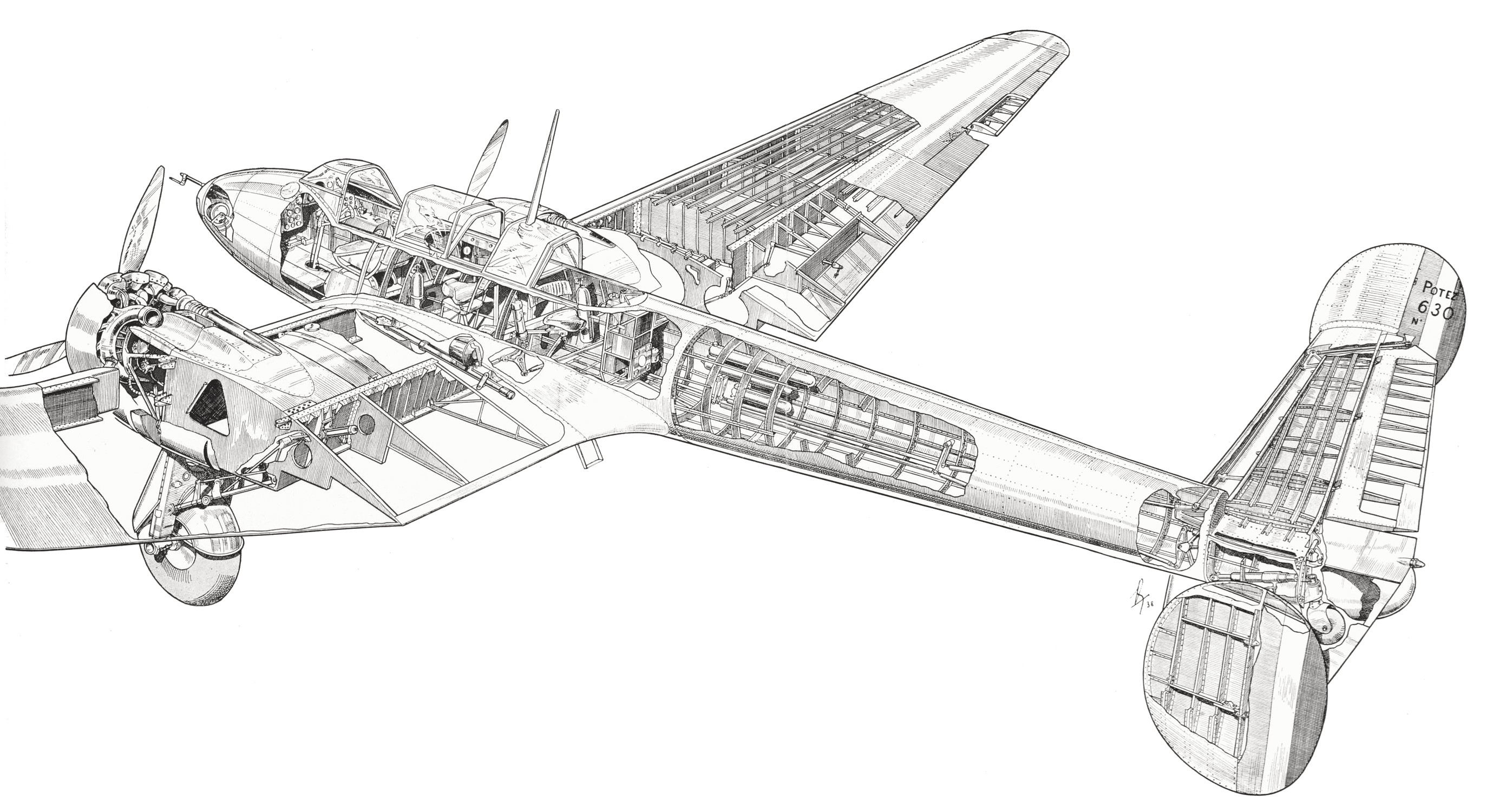
Écorché du Potez 630.

Le Potez 630 fut originellement construit selon les spécifications demandées en 1934 pour la fabrication d'un chasseur multiplace (qui amenèrent également la série des Breguet 690). Deux prototypes furent proposés, avec deux motorisations différentes.
Le premier vol du prototype du Potez 630 eut lieu en avril 1936 ; il démontra alors d'excellentes qualités de vol. Celui du Potez 631 se déroula en mars 1937.
Le Potez 63 était un monoplan entièrement métallique à ailes basses et empennage bidérive. Une longue verrière abritait le pilote, un éventuel observateur et commandant de mission et un opérateur radio-mitrailleur arrière qui maniait une mitrailleuse légère simple MAC 34 de 7,5 mm.
En mai 1937, la SNCAN, qui avait absorbé Potez, reçut une commande de dix appareils pour des tests,,. Une première commande de Potez 631, équipés de moteur Gnome et Rhône 14M, intervint dès juin 1937. Comme le motoriste ne pouvait les livrer rapidement, elle fut suivie par une autre de Potez 630 équipées Hispano-Suiza 14Ab. Mais les moteurs du Potez 630 se révélèrent peu fiables. Leur retrait des unités de première ligne fut décidé pour les réserver à l'entraînement. La plupart des unités furent rééquipées avec des Potez 631 avant le début de la Seconde Guerre mondiale.
Le premier bombardier biplace Potez 633 no 01 vola pour la première fois fin 1937. Une centaine d'exemplaires fut commandées, mais, en mai 1938, il fut décidé que tous les bombardiers légers devaient être triplaces : la commande fut donc transformée en plus de P.631. Le Potez 633 eu cependant un succès à l'export puisque la Chine, la Grèce et la Roumanie s'y intéressèrent et le commandèrent.
Si les Potez 633 de bombardement n'eurent pas de succès en France, les Potez 637 et 63-11 de reconnaissance furent également développés peu avant l'entrée en guerre. Après les essais du prototypes du modèle 637, une commande fut lancée en août 1938 et livrée peu avant l'entrée en guerre. Entre-temps, le Service technique de l'Aéronautique changea complètement d'avis sur la position de l'observateur. On s'était rendu compte que l'inconfortable gondole ventrale n'était pas une bonne solution. Il fut donc demandé à Potez de développer une variante qui abritait l'observateur dans un nez vitré plus conventionnel. Le poste de pilotage fut surélevé et reculé : seule la partie avant du fuselage se différenciait des autres modèles de Potez 63. Le Potez 637 fut alors considéré comme une version de transition et aucune commande supplémentaire ne survint. Le prototype Potez 63.11 No 01 vola pour la première fois en décembre 1938 et 860 exemplaires furent commandés. Plus de sept cents Potez 63.11 furent livrés avant juin 1940, faisant de lui le modèle le plus répandu de la famille et le cheval de bataille de l'aviation de renseignement française, en mai-juin 1940.

## Service actif

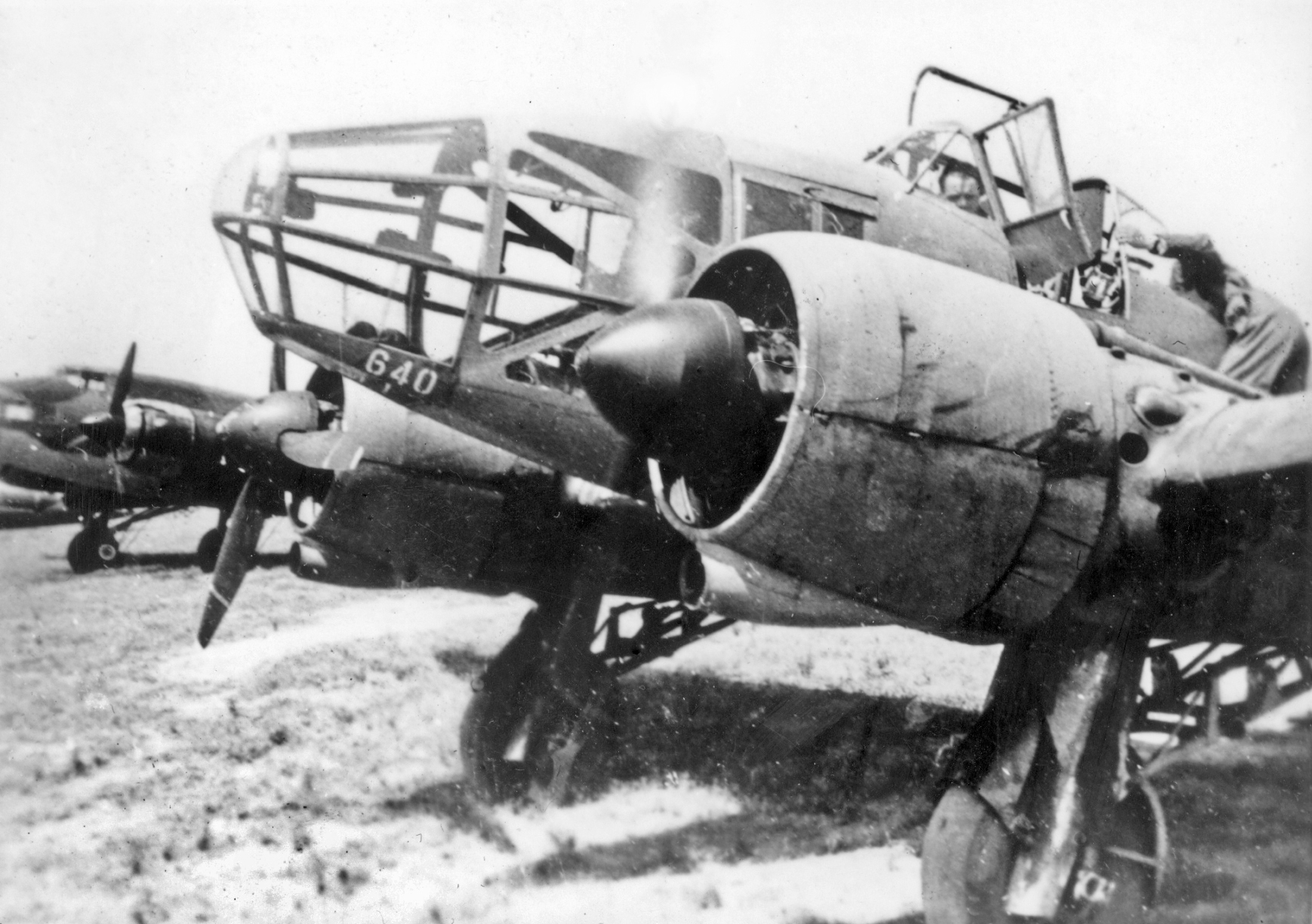
Un Potez 63.11 et, au second plan, un LeO 451.

### Dans les forces aériennes françaises
Initialement, les chasseurs Potez 63 devaient servir dans les escadrilles de chasse de nuit (biplace) et comme avion de commandement à la chasse (triplace), à raison d'un appareil par escadrille. Toutefois, peu après l'entrée en guerre, cette idée fut abandonnée et les appareils furent rassemblés au sein d'une escadrille de chasse multiplace de jour (ECMJ 1/16).
Durant la Drôle de Guerre, les expériences de chasse de nuit ne donnèrent pas de bon résultat,. Le Potez 631 conservera cependant ce rôle jusqu'en 1942. Durant la campagne de France, il servit donc de chasseur diurne, mais aussi d'avion de guet aérien et même d'attaque au sol. Il y eut plusieurs cas de tir ami car on le confondait parfois avec le Messerschmitt Bf 110, ce qui obligea à introduire une bande blanche sur le fuselage, le 26 mai 1940. Le Potez 631 se révéla peu performant comme intercepteur, car pas assez rapide pour rattraper les bombardiers allemands et près de 130 km/h plus lent que les chasseurs Messerschmitt Bf 109. Il connut également le service opérationnel dans l'aéronautique navale, comme chasseur diurne ; mais il fut rapidement remplacé par des Bloch MB-151 ; quelques exemplaires restèrent toutefois en service jusqu'en juin 1940. Après le retrait des Allemands en 1944, quelques Potez 63-11 furent remis en état pour effectuer des missions de reconnaissance sur les poches de l'Atlantique ; ils finirent leur carrière au centre d'essai en vol.
Des Potez 633 des commandes étrangères furent réquisitionnés et utilisés par l'aviation de bombardement en vol rasant, d'abord pour sa transformation sur matériel moderne en attendant les Breguet 691 et 693. Faute de moyens, ils menèrent quelques missions opérationnelles entre les 20 et 30 mai 1940,,. Ils finirent comme appareils d'instruction, puis furent stockés après l'armistice. On ignore ce que les Allemands en firent après l'invasion de la Zone libre. Trois Potez 63 originellement destinés à la Chine furent réquisitionnés par l'administration coloniale en Indochine française mais un seul fut remis en vol et participa à l'incident de Lang-Son, en septembre 1940.
La soixantaine de Potez 637 remplaça les Potez 540 et 542 de deux escadres de reconnaissance,. En septembre 1939, ils étaient ce que l'aviation de renseignement avait de mieux. Les Potez 63-11 équipèrent les groupes de reconnaissance et, partiellement, les groupes aériens d'observation (GAO). Initialement, l'appareil devait entrer en service au sein des GAO. Néanmoins, comme le Bloch MB-131 avait montré une grande vulnérabilité dès le mois de septembre 1939, les exemplaires arrivant en automne 1939 furent dirigés vers les groupes de reconnaissance dépourvus de Potez 637,. Les GAO passèrent donc en second ; mais, en moyenne, au 10 mai 1940, ils possédaient 6 Potez 63-11 et autant d'équipage aptes à les utiliser. Plus de 220 furent détruits ou abandonnés. Ces lourdes pertes s'expliquent facilement car l'appareil de reconnaissance travaillait seul et, le plus souvent, sans escorte. La chasse française ne pouvant protéger toutes les missions, beaucoup furent interceptées, quand ce ne fut pas la DCA qui cueillit les appareils au vol. Le Potez 63.11 continua à être utilisé par l'armée de l'air des forces de Vichy, avec laquelle il connut encore le combat en Syrie, à Madagascar et durant l'opération Torch. Les français libres en utilisèrent également quelques exemplaires venus de Syrie au sein d'unités de circonstance. Quelques appareils furent encore utilisés en école jusqu'en 1944.
Tous les appareils de cette famille (à l'exception peut-être du Potez 63.11) possédaient des caractéristiques de vol agréables. Ils étaient conçus pour une maintenance facile et les derniers modèles avaient même un armement lourd pour l'époque (jusqu'à 12 mitrailleuses pour le Potez 63.11). Bien que de conception légère, ils démontrèrent qu'ils étaient capables d'absorber des dommages considérables. Malheureusement, les Potez 63, comme beaucoup d'appareils français de cette époque, n'avaient pas des moteurs assez puissants pour leur assurer des performances convenables, en 1939-40 ; c'est toutefois moins vrai pour les versions de reconnaissance. Ils se révélèrent des proies faciles pour les chasseurs et la DCA, tout comme leurs contemporains britanniques, le Fairey Battle et le Bristol Blenheim, voire allemands.

### En Grèce
L'armée de l'air grecque ne reçut qu'une grosse moitié des Potez 633 commandés,, ; ils n'équipèrent qu'une seule escadrille de bombardement. Plusieurs pertes intervinrent à cause d'accident, réduisant ainsi le potentiel.
Le 20 octobre 1940, il n'en restait que huit, qui participèrent à la guerre italo-grecque. Leur activité est mal connue ; ils auraient été intensivement employés en mission de bombardement et de reconnaissance. Trois appareils furent perdus en opération,. Après la déclaration de guerre allemande en avril 1941 (opération Marita), on perd leur trace.

### En Roumanie
L'armée de l'air roumaine également ne reçut que la moitié de sa commande de Potez 633 ! Cependant, une petite dizaine fut encore livrée au début de l'automne 1941, grâce à l'intervention de la commission d'armistice allemande. Un premier lot de Potez 63-11 arriva en avril 1942 ; d'autres auraient suivi.
Les Potez 633 participèrent à l'invasion de l'URSS, l'opération Barbarossa, dès le 22 juin 1941. Ces appareils équipaient alors les deux escadrille du 2e groupe de bombardement (grupul 2 bombardament). Ils souffrirent modérément des combats durant la reconquête de la Bessarabie et la campagne d'Odessa, avec seulement sept pertes dont trois le premier jour. Leur campagne s'acheva, mi-octobre 1941.
Depuis la fin juillet, une seule escadrille utilisait encore le Potez 633. Son potentiel fut renforcé par les appareils venus de France et quelques Potez 63.11 ; il semble que la majorité de ces modèles fussent utilisés pour entraîner les futurs équipages de l'aviation de bombardement. Des Potez 633 furent également attribués à deux escadrilles de reconnaissance,. Les trois unités participèrent à la bataille de Stalingrad, jusqu'à la fin du mois de décembre 1942.
Les Potez 63 roumains finirent leur carrière dans les unités d'entraînement, jusqu'à ce que leur maintien en ligne ne soit plus possible, faute de rechange. Globalement, les aviateurs se montrèrent très satisfait de leur monture, notamment de sa robustesse.

### En Suisse
En 1938, les suisses à la recherche de bombardiers légers achètent deux Potez 63 : Un type 630 immatriculé B-2 et un type 632 immatriculé B-1. Ces avions sont prélevés sur de commandes françaises et il sera impossible d'obtenir d'autres avions. Jusqu'à leur réforme, déjà en 1944, la fiabilité des moteurs a été un grave inconvénient et les avions n'ont guère été regrettés.

### En Allemagne
La production du Potez 63.11 reprit sous contrôle allemand après l'armistice. Il fut d'abord question d'achever les appareils en cours de production avant l'invasion. Ils furent utilisés comme avion de liaison ou d'entraînement ; plus d'une centaines d'exemplaires capturés en zone libre les rejoignirent. La production reprit en 1942 mais ces appareils finirent majoritairement en Roumanie, voire en Hongrie.

### En Italie
Une quinzaine de Potez 63-11 fut capturé par les Italiens lorsqu'ils envahissent la zone libre. Ils les utilisèrent également pour l'entraînement pendant peu de temps.

### En Hongrie
Ce n'est qu'au printemps 1944 que la Hongrie reçut un lot de divers modèles de Potez 63. Ces appareils étaient alors dépassés pour un rôle en première ligne. Ils servirent à l'entraînement principalement comme tracteur de cibles aériennes.

## Variantes
Contrairement à la plupart des appareils français contemporains, la production des Potez fut raisonnablement rapide et les premières livraisons effectuées avant la fin de 1938. Le Potez 63 était conçu pour faciliter la production de masse et il en résulta qu'un Potez 630 était plus rapide et moins cher à construire qu'un Morane-Saulnier MS-406. Tandis que le rythme de production augmentait, un certain nombre de modèles expérimentaux et de dérivés furent développés.

### Prototypes
Les Potez 630 C3 No 01 et le premier modèle équipé en moteurs Gnome et Rhône, le Potez 631 C3 No 01, furent les deux prototypes initiaux. Ils furent suivis d'autres, de plusieurs versions.

### Versions de chasse
Une caractéristique typique des modèles 630 et 631 était leur armement frontal, qui consistait à la base en deux canons de 20 mm Hispano-Suiza HS-9 puis HS-404, montés sous le fuselage, bien que parfois un des canons pouvait être remplacé par une mitrailleuse MAC 1934. Plus tard, les Potez 631 reçurent quatre mitrailleuses légères sous les ailes extérieures, il était même théoriquement possible d'en mettre six. Il disposait, en outre, d'une mitrailleuse de 7,5 mm MAC 34 en position arrière.
Tandis que le projet de chasseur de nuit Potez 635 CN2 était annulé et que le Potez 63.12 C3 équipé de moteurs en étoile Pratt & Whitney Twin Wasp Junior restait à l'état de prototype, le premier lot de chasseurs lourds Potez 671 (dérivés du prototype Potez 670-01) était sur les chaînes de montage quand les Allemands capturèrent l'usine SNCAN de Méaulte près d'Albert.

### Versions d'entraînement
Un avion d'entraînement en double commande dérivé du Potez 630 fut proposé sous la dénomination Potez 634, mais l'armée de l'Air choisit, à la place, de mettre en ordre avec une conversion en moteur Gnome et Rhône, qui fut appelé Potez 631 Ins (pour instruction). Elle servit, entre autres, pour la conversion des pilotes de l'aviation de renseignement.
Après l'armistice de juin 1940, les Potez 637 survivants furent transformées en exemplaires à doubles commandes. Ces Potez 637DC furent utilisés dans au moins deux écoles en métropole et en AFN.

### Versions de bombardement
Le Potez 633 B2 fut conçu pour répondre à la demande d'un bombardier léger biplace. Le Potez 633 conservait le fuselage, les ailes et les moteurs du 631 mais la position de l'observateur et les gondoles de canon furent supprimées tandis qu'une petite soute à bombes était ajoutée entre le pilote et le mitrailleur arrière ; une petite vitre fut également installée sous le nez. L'armement frontal consistait en une seule mitrailleuse légère dans le nez.
La soute à bombes pouvait accueillir huit bombes de 50 kg ou deux de 200 kg. Le mitrailleur arrière dirigeait le bombardement grâce à un viseur de bombardement périscopique en avant de sa position ; cette fonction se révéla irréalisable sur le terrain. Les versions "export" se distinguaient dans l'aménagement du poste de pilotage et de la soute à bombe puisque les exemplaires grecs les accueillent à l'horizontale et les autres, à la verticale ; de même toutes n'accueillaient pas les mêmes types de projectiles.
Un exemplaire du prototype de bombardier en piqué Potez 632 Bp2 fut commencé, puis converti en Potez 633 équipé de moteur Hispano-Suiza. Il fut vendu à la Suisse pour évaluation. De la même manière, le seul prototype de bombardier biplace Potez 639 AB2 fut converti en Potez 633 standard.

### Versions de reconnaissance

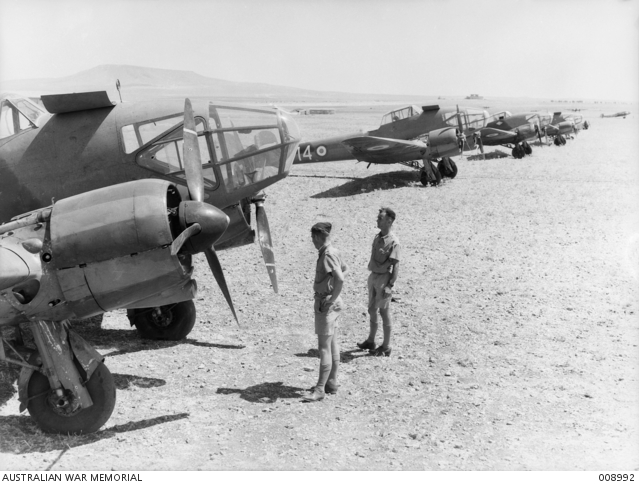
Des Potez 63.11 capturés durant la campagne de Syrie en 1941.

Potez 63.11 du GAO 510.

#### Le Potez 637
Dès la fin 1936, les équipes de Potez développèrent un dérivé du Potez 631 répondant au programme A3 pour un appareil de reconnaissance. Les deux canons furent supprimés afin d'installer une gondole vitrée sous le fuselage, pour l'observateur. On disposa également une vitre sous le nez et un emplacement pour un appareil photographique. L'appareil devint Potez 637 A3 ; il conservait les qualités de vol du P.631. Bien que faiblement armé, avec ses trois mitrailleuses de 7,5 mm MAC 34 - dans le nez, en poste arrière et dans la gondole (pas toujours montée) -, l'appareil donna satisfaction à ses utilisateurs.

#### Le Potez 63-11
Les travaux aboutirent au Potez 63.11 A3. Comme le pilote devait être assis au-dessus de l'observateur, le fuselage était plus haut, ce qui entraînait une vitesse maximale et une maniabilité moindres. Les pilotes ayant connu le P.637 regrettèrent,. Des capacités de bombardement secondaire étaient aussi demandées (elles furent rarement, voire jamais, exploitées) : le fuselage possédait une petite soute pouvant embarquer jusqu'à huit bombes de 10 kg. Elle fut remplacée par un réservoir supplémentaire sur les derniers modèles. Comme sur le P.637, deux bombes de 50 kg pouvaient être embarquées en plus sur des points d'ancrage sous les parties intérieures des ailes.
Comme ses homologues étrangers, le Potez 63.11 se montra vulnérable, bien qu'il fût équipé de blindage et d'une couche auto obturante basique autour des réservoirs de carburant. L'armement frontal était à la base composé d'une, puis de trois MAC 34 sous le nez ; plusieurs P.63.11 reçurent les mêmes mitrailleuses additionnelles en gondoles dans les ailes que les Potez 631. Ce surcroît d'armement alourdissait l'appareil et grevait ses performances ; en revanche, l'armement arrière n'aurait pas été modifié, ce qui fut déploré.

### Versions de coopération avec l'armée de Terre
Du Potez 63.11, fut extrapolé le Potez 63.16 T3. Cet appareil devait répondre au programme des triplaces de travail, destiné aux GAO. L'équipement de ces unités devait être mixte, avec des appareils des Potez 63-11 A3 pour la reconnaissance et des T-3 pour les missions d'artillerie.
Les prototypes de ce programme lancé en 1936 ne donnèrent pas satisfaction, poussant à son arrêt, le 7 octobre 1939, par le général Marcel Têtu. Il proposa l'adaptation du Potez 63-11 à ces missions : la motorisation devait être assurée par des Renault 12R (comme sur le Dewoitine D.720) et sa voilure allongée. Albert Cacquot approuva cette décision. Finalement trois motorisations furent retenues mais seul le prototype à moteurs Gnome et Rhône 14M, le Potez 63-16, fut construit ; il vola en 1940. La production en série ne fut jamais lancée, c'est le Caproni Ca.313 qui fut choisi pour ce rôle.

## Utilisation
- France
  - Armée de l'air
  - Aviation navale
- État français
  - Armée de l'air de Vichy
- Reich allemand
  - Luftwaffe
- Royaume de Hongrie
  - Force aérienne royale hongroise
- Royaume de Grèce
  - Force aérienne grecque
- Pologne (Armée polonaise de l'Ouest)
  - Forces aériennes polonaises en exil en France
  - Le dépôt d'Instruction de l'Aviation Polonaise à Lyon-Bron utilisa deux Potez 63.11.
- Roumanie
  - Force aérienne royale roumaine
- Royaume de Yougoslavie
  - Force aérienne yougoslave royale (en)

## Reconstitution
Il n'existe au XXIe siècle aucun exemplaire d'origine survivant de cet appareil. Un Potez 63-11 en état de vol a été reconstruit dans les années 2010 par Jean-Marie Garric, un Français établi au Texas qui a passé huit ans sur ce projet et construit de nombreuses pièces. L'avion, qui a effectué son premier vol en 2012, est motorisé par des Pratt & Whitney R-985 Wasp Junior provenant d'un Beechcraft Model 18.